# Окуневская (Тюменская область)
Окуневская — деревня в Омутинском районе Тюменской области России. Входит в состав Окуневского сельского поселения.

## История
До 1917 года входила в состав Омутинской волости Ялуторовского уезда Тобольской губернии. По данным на 1926 год деревня Окунёвка 1-я состояла из 218 хозяйств. В административном отношении входила в состав Окуневского сельсовета Новозаимского района Тюменского округа Уральской области.

## Население
| 2010 |
| ---- |
| 121  |

По данным переписи 1926 года в деревне проживало 1271 человек (611 мужчин и 660 женщин), в том числе: русские составляли 99 % населения.
Согласно результатам переписи 2002 года, в национальной структуре населения русские составляли 62 %, немцы — 32 из 140 чел.